# Roanoke (fiume)
Il fiume Roanoke è un fiume del sud-est della Virginia e del nord-est della Carolina del Nord, negli Stati Uniti d'America. Lungo 660 km (410 mi), è uno dei bacini idrici più importanti della zona del sud-est del paese, bagnando la  zona compresa tra i Monti Appalachi e l'estuario Albemarle Sound, dove sfocia nell'Oceano Atlantico.

## Storia
Il fiume e il suo bacino idrico è stato il territorio d'origine di vari gruppi di nativi americani, fra i quali possiamo trovare gli Siouan, gli Occaneechi e i Tutelo.
Nel XVII secolo, il fiume è stato un importante corso d'acqua per i primi coloni europei.